# 温德勒克西
温德勒克西，字放逸，蒙古正红旗人，貝子，斯尔瓜氏。能骑善射，初是多隆阿部麾下，为副都统，後隨僧格林沁勦捻，1865年5月高樓寨之戰戰敗趁夜逃逸，為此戰少數百人逃出生還者及唯一將領，遭朝廷囚禁，後赦釋放；編列入勝保部，續予掃蕩戰鬥捻軍。